# Tofan Pirani
Pour les articles homonymes, voir Pirani.
 (juillet 2021).
La mise en forme du texte ne suit pas les recommandations de Wikipédia : il faut le « wikifier ».
Les points d'amélioration suivants sont les cas les plus fréquents. Le détail des points à revoir est peut-être précisé sur la page de discussion.
- Les titres sont pré-formatés par le logiciel. Ils ne sont ni en capitales, ni en gras.
- Le texte ne doit pas être écrit en capitales (les noms de famille non plus), ni en gras, ni en italique, ni en « petit »…
- Le gras n'est utilisé que pour surligner le titre de l'article dans l'introduction, une seule fois.
- L'italique est rarement utilisé : mots en langue étrangère, titres d'œuvres, noms de bateaux, etc.
- Les citations ne sont pas en italique mais en corps de texte normal. Elles sont entourées par des guillemets français : « et ».
- Les listes à puces sont à éviter, des paragraphes rédigés étant largement préférés. Les tableaux sont à réserver à la présentation de données structurées (résultats, etc.).
- Les appels de note de bas de page (petits chiffres en exposant, introduits par l'outil «  Source ») sont à placer entre la fin de phrase et le point final[comme ça].
- Les liens internes (vers d'autres articles de Wikipédia) sont à choisir avec parcimonie. Créez des liens vers des articles approfondissant le sujet. Les termes génériques sans rapport avec le sujet sont à éviter, ainsi que les répétitions de liens vers un même terme.
- Les liens externes sont à placer uniquement dans une section « Liens externes », à la fin de l'article. Ces liens sont à choisir avec parcimonie suivant les règles définies. Si un lien sert de source à l'article, son insertion dans le texte est à faire par les notes de bas de page.
- La présentation des références doit suivre les conventions bibliographiques. Il est recommandé d'utiliser les modèles {{Ouvrage}}, {{Chapitre}}, {{Article}}, {{Lien web}} et/ou {{Bibliographie}}. Le mode d'édition visuel peut mettre en forme automatiquement les références.
- Insérer une infobox (cadre d'informations à droite) n'est pas obligatoire pour parachever la mise en page.

Pour une aide détaillée, merci de consulter Aide:Wikification.
Si vous pensez que ces points ont été résolus, vous pouvez retirer ce bandeau et améliorer la mise en forme d'un autre article.
Tofan Pirani (en persan : طوفان پیرانی), né le 30 août 1975, est un kickboxeur professionnel suédo-iranien,,,.
Il est le premier combattant suédo-iranien à avoir participé au K-1 en 1999,,,,.

## Biographie
Pirani a commencé à pratiquer des arts martiaux tels que le taekwondo et le kung-fu en 1990. Il poursuit sa carrière en tant que combattant de Muay Thai et de kickboxing. Il a participé au Superkombat, au Kunlun Fight (KLF) et au Global Fighting Championship (GFC). Pirani est actuellement champion d'Asie WKN (World Kickboxing Network) et WBL (World Boxing League). Il a également remporté une place au «Masters Hall of Fame». Des adversaires comme Stefan Leko, Bob Sapp, Murat Aygün et Joe Boobyer ont combattu Pirani.

## Titres et championnats
| Titre                             | An   | Pays                |
| --------------------------------- | ---- | ------------------- |
| K-1 Scandinavie                   | 2002 | Suède               |
| SK SuperKombat Nouveaux Héros 4   | 2013 | Émirats arabes unis |
| WKO Energy K-Lengend              | 2014 | Japon               |
| Champion d'Asie WKN               | 2016 | Thaïlande           |
| Champion d'Asie WBL               | 2019 | Thaïlande           |
| Temple de la renommée des maîtres | 2019 | États-Unis          |